# Ravon R4

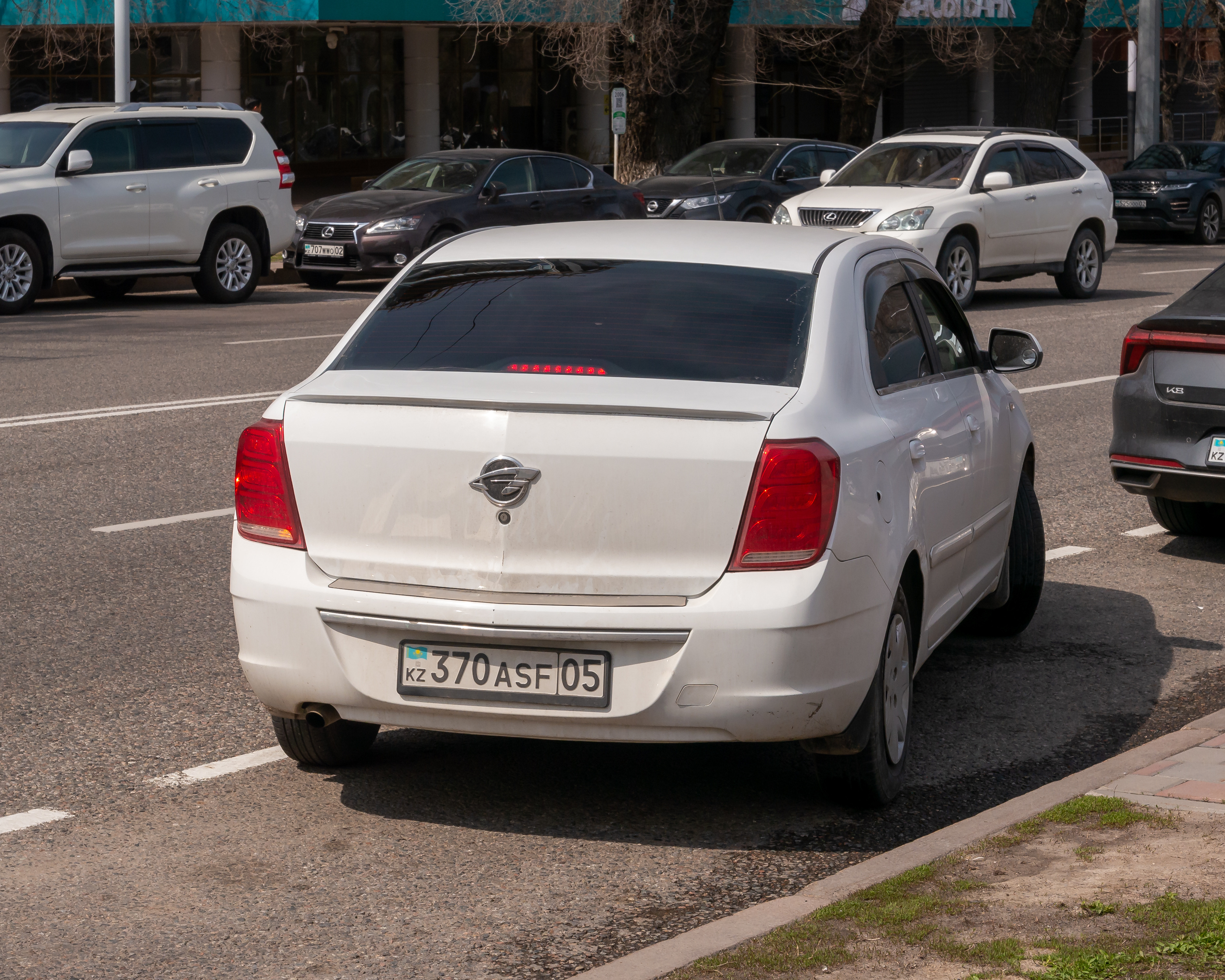
Heckansicht

Der Ravon R4 ist eine Limousine im Kleinwagenformat der zu GM Uzbekistan gehörenden usbekischen Marke Ravon. Das Fahrzeug basiert auf der zweiten Generation des in Südamerika angebotenen Chevrolet Cobalt und kam 2016 in Russland auf den Markt.
Den Antrieb in der Limousine übernimmt ein 1,5-Liter-Ottomotor mit einer Leistung von 78 kW (106 PS), der auch im Ravon Nexia R3 und im Ravon Gentra zum Einsatz kommt.

## Technische Daten
|                                             | R4                         |
| Bauzeitraum                                 | 2016–2020                  |
| Motorkenndaten                              |                            |
| Motortyp                                    | R4-Ottomotor               |
| Hubraum                                     | 1485 cm³                   |
| max. Leistung bei min−1                     | 78 kW (106 PS) / 5800      |
| max. Drehmoment bei min−1                   | 134 Nm / 4000              |
| Kraftübertragung                            |                            |
| Antrieb                                     | Vorderradantrieb           |
| Getriebe, serienmäßig                       | 5-Gang-Schaltgetriebe      |
| Getriebe, optional                          | (6-Gang-Automatikgetriebe) |
| Messwerte                                   |                            |
| Höchstgeschwindigkeit                       | 169 km/h (170 km/h)        |
| Beschleunigung, 0–100 km/h                  | 11,7 s (12,6 s)            |
| Kraftstoffverbrauch auf 100 km (kombiniert) | 6,2 l Super 6,7 l Super    |
| Tankinhalt                                  | 47 l                       |